# Fire (album Wild Orchid)
"Fire" – trzeci album grupy Wild Orchid wydany w 2001 nakładem RCA Records.

## Lista utworów
1. "Stuttering (Don't Say)" (Alex Cantrall, Sander Selover, Jon Von) - 3:59
2. "Just Another Girl" (JC Chasez) - 3:37
3. "Do Me Right" 3:22
4. "Simon Sez" (Written by Stacy Ferguson, Stefanie Ridel and Renee Sands)[4] - 3:47
5. "It's All Your Fault" (Written by Robbie Nevil, Joey Schwarz) - 4:04
6. "World Without You" 4:46
7. "It's Only Your Love" 3:37
8. "Fire" (Chasez) - 3:29
9. "A Little Bit of Lovin'" 4:24
10. "Candle Light" 4:14
11. "You Knew" (David Nicoll, Chasez) - 4:02
12. "One Moment" (Bob DiPiero, Ferguson, Ridel, Sands) - 3:57